# 戎之町西
戎之町西（えびすのちょうにし）は、大阪府堺市堺区にある地名。2024年現在の行政地名は戎之町西一丁から戎之町西二丁。住居表示は実施済。

## 地理
堺区の中央部に位置する。南東は戎之町東、南西は熊野町西、北西は戎島町、北東は櫛屋町西に接する。南東から順に一丁・二丁がある。

### 河川
- 内川
  - 新橋
  - 戎橋

## 歴史

### 沿革
- 1872年（明治5年）、戎之町中浜・戎之町浜より、戎之町西成立。堺町のうち。
- 1879年（明治12年）、郡区町村編制法施行により、堺区の所属となる。
- 1889年（明治22年）、市制施行により、堺市の所属となる。
- 1959年（昭和34年）、戎之町の一部を編入[6]。
- 2006年（平成18年）、堺市が政令指定都市に移行し、行政区を設置。戎之町西は堺区の所属となる。

## 世帯数と人口
2024年（令和6年）9月30日現在の世帯数と人口は以下の通りである。
| 丁           | 世帯数  | 人口  |
| ------------ | ------- | ----- |
| 戎之町西一丁 | 212世帯 | 461人 |
| 戎之町西二丁 | 77世帯  | 132人 |
| 計           | 289世帯 | 593人 |

### 人口の変遷
| 1995年（平成7年）  | 139人 | [ 7 ]  |  |
| 2000年（平成12年） | 252人 | [ 8 ]  |  |
| 2005年（平成17年） | 261人 | [ 9 ]  |  |
| 2010年（平成22年） | 269人 | [ 10 ] |  |
| 2015年（平成27年） | 513人 | [ 11 ] |  |
| 2020年（令和2年）  | 630人 | [ 12 ] |  |

### 世帯数の変遷
| 1995年（平成7年）  | 66世帯  | [ 7 ]  |  |
| 2000年（平成12年） | 107世帯 | [ 8 ]  |  |
| 2005年（平成17年） | 127世帯 | [ 9 ]  |  |
| 2010年（平成22年） | 133世帯 | [ 10 ] |  |
| 2015年（平成27年） | 256世帯 | [ 11 ] |  |
| 2020年（令和2年）  | 286世帯 | [ 12 ] |  |

## 学区
市立小・中学校に通う場合、学区は以下の通りとなる。
| 丁           | 番   | 小学校         | 中学校           |
| ------------ | ---- | -------------- | ---------------- |
| 戎之町西一丁 | 全域 | 堺市立市小学校 | 堺市立月州中学校 |
| 戎之町西二丁 | 全域 | 堺市立市小学校 | 堺市立月州中学校 |

## 事業所
2021年（令和3年）現在の経済センサス調査による事業所数と従業員数は以下の通りである。
| 丁           | 事業所数 | 従業員数 |
| ------------ | -------- | -------- |
| 戎之町西一丁 | 17事業所 | 87人     |
| 戎之町西二丁 | 7事業所  | 20人     |
| 計           | 24事業所 | 107人    |

## 交通

### 道路
- 大道筋（堺市道大道筋）

## 郵便
- 郵便番号：590-0948[3]（集配局：堺郵便局[15]）。